# DISILLUSION 〜撃剣霊化〜
『DISILLUSION 〜撃剣霊化〜』（ディスイリュージョン げっけんれいか）は、LOUDNESSの4枚目のアルバム。

## 内容
帯コピーは「黙せよ、そして目覚めよ！今やラウドネスは眩き闘神と化し、この空前のハード・スペースを展開する!!」
LOUDNESS初の海外レコーディングであり、エンジニアにイエスのアルバム『ロンリー・ハート』を手がけたジュリアン・メンデルゾーンを迎えて制作された通算4作目のアルバムである。
ライブでの定番曲である「Crazy Doctor」や「Milky Way」等が収録されている。1984年1月に発売された時点ではこのアルバムがアメリカでリリースされておらず、アメリカのファンは当時高額だった日本盤を購入していた。海外盤 (English Version) は同年7月21にリリースされた。
2004年にはリマスター盤がリリースされ、こちらはLive音源が2曲追加、紙ジャケット仕様となっている。
2009年にはHQCD盤がリリースされ、これは2007年に発売された『LOUDNESS COMPLETE BOX』からの音源（2004年時のリマスター盤とは別にリマスターされた音源）が使用されている。なお、ボーナス曲は収録されていない。
「Esper」「Satisfaction Guaranteed」の2曲は映画「魔女卵」の挿入歌として使用されている。

## 収録曲

### 撃剣霊化
1. Crazy Doctor
2. Esper
3. Butterfly(魔性の女)
4. Revelation(啓示)
5. Exploder
6. Dream Fantasy(夢・Fantasy)
7. Milky Way
8. Satisfaction Guaranteed
9. Ares' Lament(アレスの嘆き)

リマスター盤ボーナストラック
1. CRAZY DOCTOR (英語LIVE VERSION)
2. DREAM FANTASY (英語LIVE VERSION)

作詞：二井原実(#1 - 4、#6 - 9)
作曲：高崎晃(#ALL)
編曲：LOUDNESS(#ALL)
英詞：Tommy MacCleandon(#10 - 11)

### English Version
1. Anthem (Loudness Overture)
2. Crazy Doctor
3. Esper
4. Butterfly
5. Revelation
6. Exploder
7. Dream Fantasy
8. Milky Way
9. Satisfaction Guaranteed
10. Ares' Lament

リマスター盤のボーナストラック
1. ERUPTION
2. FLASH OUT
「GOTTA FIGHT」B面。